# Famille Pirate (bande dessinée)
Famille Pirate est une série de bande dessinée créée en 2012 par Fabrice Parme et Aude Picault dans le no 3876 du journal Spirou. Il s'agit d'une adaptation de l'univers et des personnages de la série de dessins-animés Famille Pirate produite entre 1999 et 2004. Les histoires sont inédites.

## Publication

### Albums
- Tome 1 : Les Naufragés
- Tome 2 : L'Imposteur